# Eduard Zeldenrust
Eduard Zeldenrust (Amsterdam, 5 juni 1865 – Amsterdam, 6 april 1910) was een Nederlands concertpianist.
Hij was oudste zoon van Benjamin Elias Zeldenrust en Sara Diamant. Vader was diamantslijper en kruidenier, afhankelijk of er binnen de diamantslijperij voldoende geldt te verdienen was. Hij kreeg zijn eerste muzieklessen van zijn vader. Vervolgens volgde hij muzieklessen bij Robert Collin. Vanaf 1879 kon hij op advies van Carl Heymann) gaan studeren aan het Conservatorium in Keulen. Docenten waren er James Kwast,  Ferdinand Hiller en Gustav Jensen. Toen Kwast naar Frankfurt am Main verhuisde, verhuisde Zeldenrust mee. Zeldenrust wilde toen al concerten geven, maar Kwast vond hem daartoe te jong. Tussen 1885 en 1888 volgde hij lessen contrapunt en piano bij Friedrich Gernsheim te Rotterdam; die studie werd voltooid onder Antoine François Marmontel in Parijs. 
Hij was in diverse steden te beluisteren onder meer in Amsterdam (Concertgebouw), Rotterdam, Hamburg en Berlijn. Hij waagde in 1890 de oversteek naar Londen alwaar hij vier jaar verbleef. Hij had daar als pianist concurrentie van de Pool Ignacy Jan Paderewski. Hij heeft zelfs een concert gegeven voor koningin Victoria. Na Londen volgde weer Parijs, waar men hem als groot pianist zag. In eigen land was dat niet het geval; hij is grotendeels vergeten. In 1902 en 1905 was hij voor korte tijd in de Verenigde Staten. Hij werd gevraagd als pianodocent in Cincinnati, maar wees dat aanbod af.
Hij ging ten onder aan zijn ongebreidelde werklust; hij kreeg een blessure aan zijn hand. Die werd onbruikbaar voor pianospel, maar bleek nog wel de kracht te hebben voor het componeren van een aantal werken.
Hij overleed tijdens een bezoek aan Amsterdam (wonende te Londen) aan een hartziekte. Hij ligt begraven in een familiegraf te Muiderberg.
Composities:
- Scherzo fantastique (circa 1909), opgedragen aan mevrouw S. Mesdag-van Houten (zijn vriendin), met uitvoeringen in Scheveningen (Kurhaus) en Monto Carlo. Willem Mengelberg wilde het omstreeks 1910 op de programma van het Concertgebouworkest zetten met de componist als solist; Zeldenrust overleed echter vlak daarvoor.
- Petite melodie (1907)

Enkele concerten:
- 26 januari 1889: Concertgebouw Amsterdam; hij speelde het Derde pianoconcert van Ludwig van Beethoven, begeleid door het Concertgebouworkest onder leiding van Willem Kes
- 14 november 1895: Concertgebouw Amsterdam; hij speelde het Pianoconcert van Edvard Grieg, het orkest stond onder leiding van Willem Mengelberg
- 8 december 1897: Gebouw voor kunsten en wetenschappen in Den Haag; hij speelde het Pianoconcert van Robert Schumann met het Concertgebouworkest onder leiding van Richard Hol.
- 12 januari 1902: Carnegie Hall, soloconcert[1]

- Nederlandse Thesaurus van Auteursnamen: 238619621
- Virtual International Authority File: 280777972
- WorldCat: E39PBJcwDgwfbtfhDjcyYvTT73